# COX8C
COX8C (англ. Cytochrome c oxidase subunit 8C) – білок, який кодується однойменним геном, розташованим у людей на 14-й хромосомі. Довжина поліпептидного ланцюга білка становить 72 амінокислот, а молекулярна маса — 8 129.
| 10         |  | 20         |  | 30         |  | 40         |  | 50         |
| ---------- |  | ---------- |  | ---------- |  | ---------- |  | ---------- |
| MPLLRGRCPA |  | RRHYRRLALL |  | GLQPAPRFAH |  | SGPPRQRPLS |  | AAEMAVGLVV |
| FFTTFLTPAA |  | YVLGNLKQFR |  | RN         |  |            |  |            |

A: Аланін

C: Цистеїн

E: Глутамінова кислота

F: Фенілаланін

G: Гліцин

H: Гістидин

K: Лізин

L: Лейцин

M: Метіонін

N: Аспарагін

P: Пролін

Q: Глутамін

R: Аргінін

S: Серин

T: Треонін

V: Валін

Локалізований у мембрані, мітохондрії, внутрішній мембрані мітохондрії.